# 400 mètres féminin aux championnats du monde d'athlétisme 2009
Navigation
Osaka 2007 Daegu 2011
L'épreuve du 400 mètres féminin des championnats du monde de 2009 s'est déroulée du 15 au 18 août 2009 dans le Stade olympique de Berlin, en Allemagne. Elle est remportée par l'Américaine Sanya Richards.

## Critères de qualification
Pour se qualifier (minima A), il faut avoir réalisé moins de 51 s 50 du 1er janvier 2008 au 3 août 2009. Le minima B est de 52 s 30.

## Médaillées
| Or             | Argent            | Bronze               |
| Sanya Richards | Shericka Williams | Antonina Krivoshapka |

## Résultats

### Finale
| Rang               | Athlète                  | Pays        | Temps        |
| ------------------ | ------------------------ | ----------- | ------------ |
| Médaille d'or      | Sanya Richards           | États-Unis  | 49 s 00 (WL) |
| Médaille d'argent  | Shericka Williams        | Jamaïque    | 49 s 32 (PB) |
| Médaille de bronze | Antonina Krivoshapka     | Russie      | 49 s 71      |
| 4                  | Novlene Williams-Mills   | Jamaïque    | 49 s 77 (SB) |
| 5                  | Christine Ohuruogu       | Royaume-Uni | 50 s 21 (SB) |
| 6                  | Debbie Dunn              | États-Unis  | 50 s 35      |
| 7                  | Amantle Montsho          | Botswana    | 50 s 65      |
| —                  | Anastasiya Kapachinskaya | Russie      | DQ (dopage)  |

### Demi-finales
| Rang | Athlète                  | Pays                            | Temps          |
| ---- | ------------------------ | ------------------------------- | -------------- |
| 1    | Novlene Williams-Mills   | Jamaïque                        | 49 s 88 Q (SB) |
| 2    | Amantle Montsho          | Botswana                        | 49 s 89 Q (SB) |
| 3    | Anastasiya Kapachinskaya | Russie                          | 50 s 30 q      |
| 4    | Aliann Pompey            | Guyana                          | 50 s 71 (NR)   |
| 5    | Jessica Beard            | États-Unis                      | 51 s 2         |
| 6    | Norma González           | Colombie                        | 51 s 91        |
| 7    | Kineke Alexander         | Saint-Vincent-et-les-Grenadines | 53 s 43        |
|      | Amaka Ogoegbunam         | Nigeria                         | DNF            |

| Rang | Athlète               | Pays        | Temps          |
| ---- | --------------------- | ----------- | -------------- |
| 1    | Shericka Williams     | Jamaïque    | 49 s 51 Q (PB) |
| 2    | Antonina Krivoshapka  | Russie      | 49 s 67 Q      |
| 3    | Debbie Dunn           | États-Unis  | 49 s 95 q (PB) |
| 4    | Nicola Sanders        | Royaume-Uni | 50 s 45 (SB)   |
| 5    | Amy Mbacke Thiam      | Sénégal     | 51 s 70        |
| 6    | Folasade Abugan       | Nigeria     | 51 s 75        |
| 7    | Joy Nakhumicha Sakari | Kenya       | 52 s 69        |
| 8    | Solen Désert-Mariller | France      | 53 s 26        |

| Rang | Athlète            | Pays                       | Temps          |
| ---- | ------------------ | -------------------------- | -------------- |
| 1    | Sanya Richards     | États-Unis                 | 50 s 21 Q      |
| 2    | Christine Ohuruogu | Royaume-Uni                | 50 s 35 Q (SB) |
| 3    | Lyudmila Litvinova | Russie                     | 50 s 52        |
| 4    | Libania Grenot     | Italie                     | 50 s 85        |
| 5    | Indira Terrero     | Cuba                       | 51 s 87        |
| 6    | Sorina Nwachukwu   | Allemagne                  | 51 s 98        |
| 7    | Tiandra Ponteen    | Saint-Christophe-et-Niévès | 53 s 22        |
| 8    | Christine Day      | Jamaïque                   | 53 s 46        |

### Séries
| Rang | Athlète            | Pays                       | Temps              |
| ---- | ------------------ | -------------------------- | ------------------ |
| 1    | Lyudmila Litvinova | Russie                     | 51 s 31 Q          |
| 2    | Libania Grenot     | Italie                     | 51 s 45 Q          |
| 3    | Indira Terrero     | Cuba                       | 51 s 98 Q          |
| 4    | Tiandra Ponteen    | Saint-Christophe-et-Niévès | 52 s 54 q          |
| 5    | Christine Day      | Jamaïque                   | 53 s 13 q          |
| 6    | Marina Maslenko    | Kazakhstan                 | 54 s 38            |
| 7    | Phyo Thet Khin     | Birmanie                   | 1 min 00 s 35 (PB) |

| Rang | Athlète                | Pays                            | Temps          |
| ---- | ---------------------- | ------------------------------- | -------------- |
| 1    | Novlene Williams-Mills | Jamaïque                        | 51 s 55 Q      |
| 2    | Jessica Beard          | États-Unis                      | 51 s 72 Q      |
| 3    | Sorina Nwachukwu       | Allemagne                       | 51 s 74 Q      |
| 4    | Kineke Alexander       | Saint-Vincent-et-les-Grenadines | 52 s 44 q (SB) |
| 5    | Joy Nakhumicha Sakari  | Kenya                           | 52 s 88 q      |
| 6    | Kia Davis              | Liberia                         | 56 s 85        |
|      | Khoury Keita           | Mauritanie                      | DQ             |

| Rang | Athlète                 | Pays                      | Temps          |
| ---- | ----------------------- | ------------------------- | -------------- |
| 1    | Amantle Montsho         | Botswana                  | 50 s 65 Q      |
| 2    | Shericka Williams       | Jamaïque                  | 51 s 23 Q      |
| 3    | Solen Désert-Mariller   | France                    | 51 s 63 Q (SB) |
| 4    | Folasade Abugan         | Nigeria                   | 51 s 70 q      |
| 5    | Racheal Nachula         | Zambie                    | 53 s 21        |
|      | Nawal El Jack           | Soudan                    | DNF            |
|      | Evodie Lydie Saramandji | République centrafricaine | DNS            |

| Rang | Athlète                  | Pays       | Temps              |
| ---- | ------------------------ | ---------- | ------------------ |
| 1    | Debbie Dunn              | États-Unis | 51 s 13 Q          |
| 2    | Anastasiya Kapachinskaya | Russie     | 51 s 17 Q          |
| 3    | Amaka Ogoegbunam         | Nigeria    | 52 s 85 Q          |
| 4    | Chandrika Rasnayake      | Sri Lanka  | 53 s 68            |
| 5    | Fatou Bintou Fall        | Sénégal    | 54 s 46            |
| 6    | Rozina Shafqat           | Pakistan   | 1 min 00 s 72 (SB) |
|      | Christine Amertil        | Bahamas    | DQ                 |

| Rang | Athlète            | Pays        | Temps          |
| ---- | ------------------ | ----------- | -------------- |
| 1    | Sanya Richards     | États-Unis  | 51 s 06 Q      |
| 2    | Christine Ohuruogu | Royaume-Uni | 51 s 30 Q      |
| 3    | Aliann Pompey      | Guyana      | 51 s 38 Q      |
| 4    | Norma González     | Colombie    | 51 s 86 q (PB) |
| 5    | Makelesi Batimala  | Fidji       | 54 s 65 (SB)   |
| 6    | Trish Bartholomew  | Grenade     | 54 s 89        |
| 7    | Claudine Yemalin   | Bénin       | 58 s 82        |

| Rang | Athlète              | Pays        | Temps              |
| ---- | -------------------- | ----------- | ------------------ |
| 1    | Antonina Krivoshapka | Russie      | 51 s 03 Q          |
| 2    | Nicola Sanders       | Royaume-Uni | 51 s 64 Q          |
| 3    | Amy Mbacke Thiam     | Sénégal     | 52 s 79 Q          |
| 4    | Esther Akinsulie     | Canada      | 53 s 21            |
| 5    | Asami Tanno          | Japon       | 53 s 30            |
| 6    | Sharolyn Scott       | Costa Rica  | 55 s 63            |
| 7    | Rania Alqebali       | Jordanie    | 1 min 00 s 90 (SB) |

## Légende
Records et Performances
- AR : Record continental (area record)
- CR : Record des championnats (championship record)
- MR : Record du meeting (meet record)
- NR : Record national (national record)
- OR : Record olympique (olympic record)
- PR : Record paralympique (paralympic record)
- PB : Record personnel (personal best)
- SB : Meilleure performance personnelle de la saison (season's best)
- WL : Meilleure performance mondiale de l'année (world leader)
- WJR : Record du monde junior (world junior record)
- WR : Record du monde (world record)

Circonstances et Conditions
- DNF : N'a pas terminé (did not finish)
- DNS : N'a pas pris le départ (did not start)
- DQ : Disqualification (disqualification)
- NM : Aucun essai valable enregistré (No Mark)
- Q : Qualifié « directement » au prochain tour (ou à la prochaine compétition), lors d'une compétition majeure, grâce au classement ou à la réalisation des minima (automatic qualifier)
- q : Qualifié au prochain tour (ou à la prochaine compétition), lors d'une compétition majeure, grâce au repêchage ou à la réalisation de l'une des meilleures performances parmi celles des « non qualifiés directement » (grâce au meilleur temps ou à la meilleure distance par exemple) (secondary qualifier)